# Proceratophrys caramaschii
Proceratophrys caramaschii é uma espécie de anfíbio da família Odontophrynidae. Endêmica do Brasil, pode ser encontrada no município de Fortaleza no estado do Ceará.